# بانو گودایوا (فیلم)
«بانو گودایوا» (انگلیسی: Lady Godiva) یک فیلم کمدی رمانتیک بریتانیایی محصول سال ۲۰۰۸ به نویسندگی و کارگردانی ویکی جوسون است. این فیلم با بازی فیبی توماس، متیو چمبرز و ناتالی والتر در سال ۲۰۰۶ فیلمبرداری شد اما به مدت دو سال اکران نشد. بر اساس داستان تاریخی بانو گودایوا، در آکسفورد امروزی اتفاق می‌افتد.
این فیلم توسط منتقدان مورد توجه قرار گرفت و انتقادها بیشتر بر فیلمنامه و کارگردانی آن متمرکز بود.

## داستان
جمیما هانی، یک معلم، باید برای مرکز هنرهای خلاق محلی خود بودجه جمع‌آوری کند. برای انجام این کار، او چالش تاجران و علاقه‌مند به مایکل بارتل را می‌پذیرد تا برهنه در خیابان‌های آکسفورد سوار اسبی شود.